# Ivoire végétal

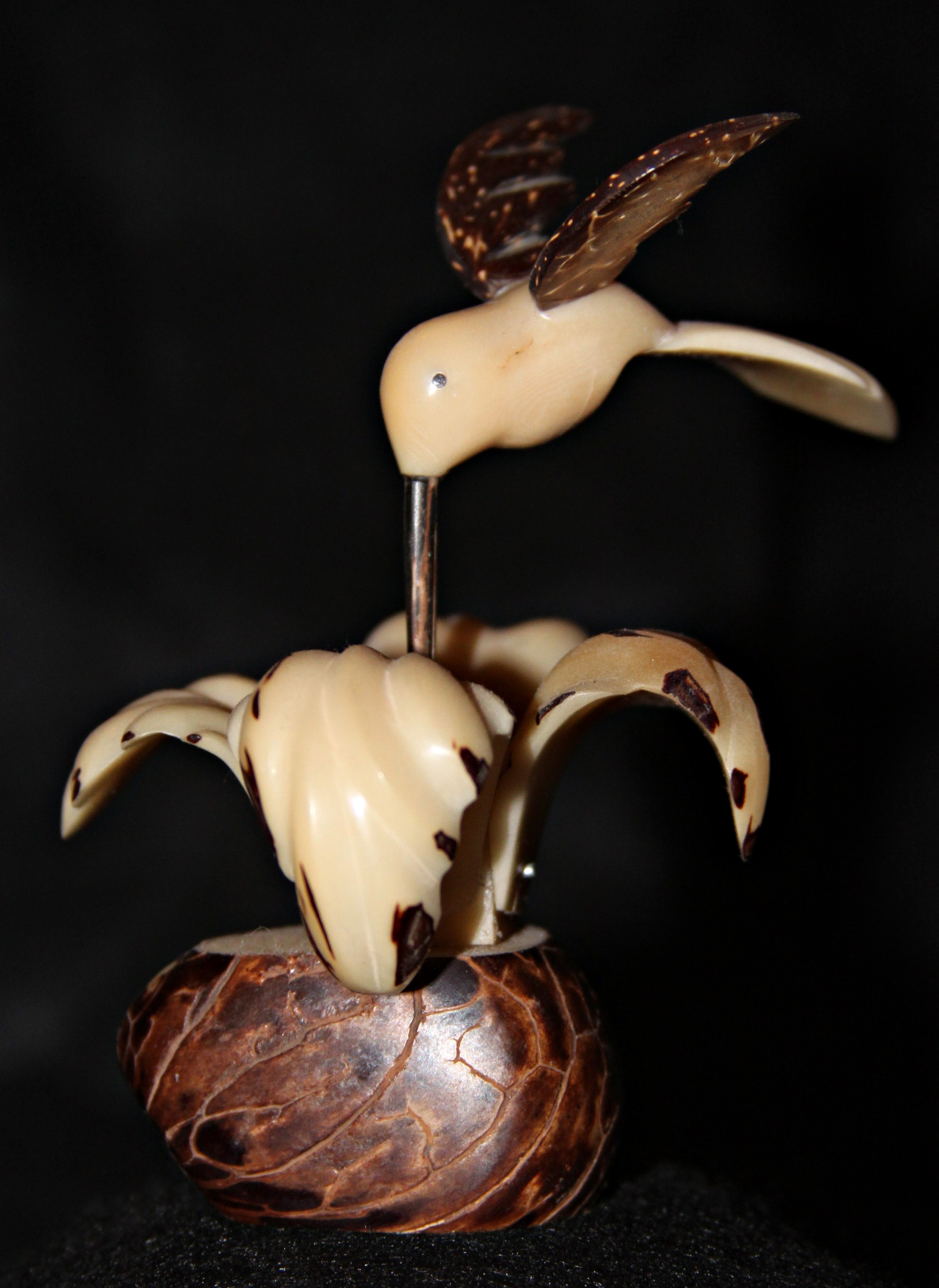
Artisanat d'Équateur
Lombards Museum

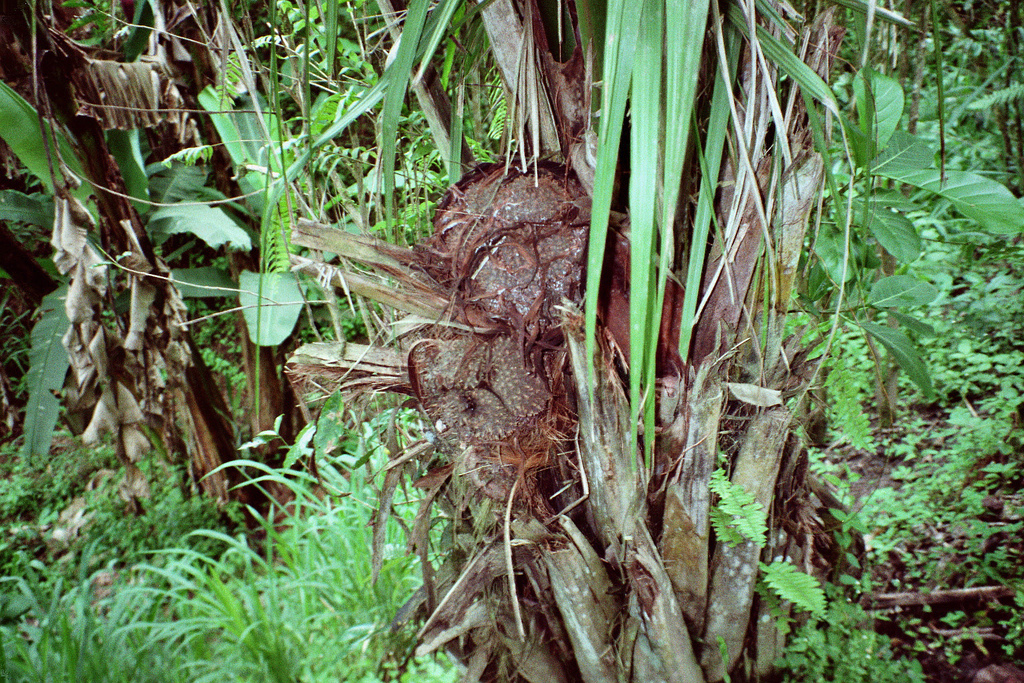
Fruits d'ivoire végétal

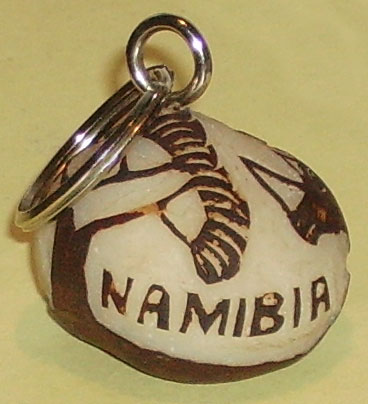
Souvenir de Namibie, fabriqué d'ivoire végétal

Pour les articles homonymes, voir Corozo.
L'ivoire végétal, appelé aussi morphil, en espagnol tagua, cabeza de negro (tête de nègre) ou corozo, est l'albumen du fruit du palmier à ivoire d'Amérique tropicale (principalement les espèces de genre Phytelephas) mais aussi d'Afrique (espèces du genre Hyphaene). Il sert à fabriquer de petites figurines ou des boutons de vêtement.

## Description
Les palmiers Phytelephas poussent dans des forêts denses et ombragées, au flanc des vallées, entre 300 et 1 200 mètres d'altitude. On le trouve au cœur de la forêt amazonienne en Équateur, en Colombie, au Pérou, en Bolivie, et dans d'autres pays du monde où il a été introduit. Lorsque les fleurs s'épanouissent, elles dégagent un parfum suave qui embaume toute la contrée. Avant de mûrir, le fruit de ces palmiers contient un lait sucré que les autochtones apprécient. Puis cet albumen se durcit pour devenir l'ivoire végétal.
Il existe de nombreuses autres espèces de palmiers fournissant un ivoire végétal :
- les genres Aphandra (piassaba A. natalia dans l'Ouest amazonien), Ammandra (« yarina blanca » Ammandra dasyneura en Équateur [2]),
- Hyphaene par exemple Hyphaene petersiana ou Umukoko au Burundi, Hyphaene benguellensis (Zimbabwe et Botswana), Hyphaena natalensis au sud du continent[3]
- Metroxylon en Polynésie[2]

Les fruits sont des caryopses. Ils possèdent une première coquille dure qui se détache rapidement et puis une deuxième coquille qui colle à la graine. C'est en retirant cette dernière que l'on obtient la boule d'ivoire végétal. Lorsqu’elles sont mûres, les Indiens les ramassent. La  pulpe jaune, qui entoure la graine, au goût agréable, est parfois commercialisée sous forme de boisson. Les arbres produisent chaque année environ 20 kilogrammes de graines, parfois beaucoup plus. C'est à peu près le poids des défenses récupérées sur un éléphant de 6 tonnes.
Les Indiens consomment aussi le bourgeon terminal de ce palmier et se servent de ses immenses feuilles (jusqu'à 6 mètres de long) pour recouvrir leurs huttes. Dès le moment de sa découverte par les Européens, l'ivoire végétal connaît un certain succès. On exploite quelques espèces de palmier à ivoire, en particulier le Phytelephas macrocarpa, dont les fruits peuvent atteindre 25 centimètres de diamètre. Pour élaborer un bouton, il utilise seulement 7 %, le reste, qui représente 93 %, est utilisé de plusieurs façons. D’abord, le résidu moulu en poudre sert  comme aliment pour les animaux, les coquilles comme combustible. Par exemple, la peau de la tagua s’utilisait pendant très longtemps pour paver les rues.
La production totale de tagua en Équateur est de 100 000 tonnes : 50 000 à Manabi, 30 000 à Esmeraldas, 20 000 dans la Cordillère des Andes. Autour de 35 000 personnes travaillent pour  la tagua, 10 000 à Esmeraldas, 5 000 dans d’autres provinces [réf. nécessaire].

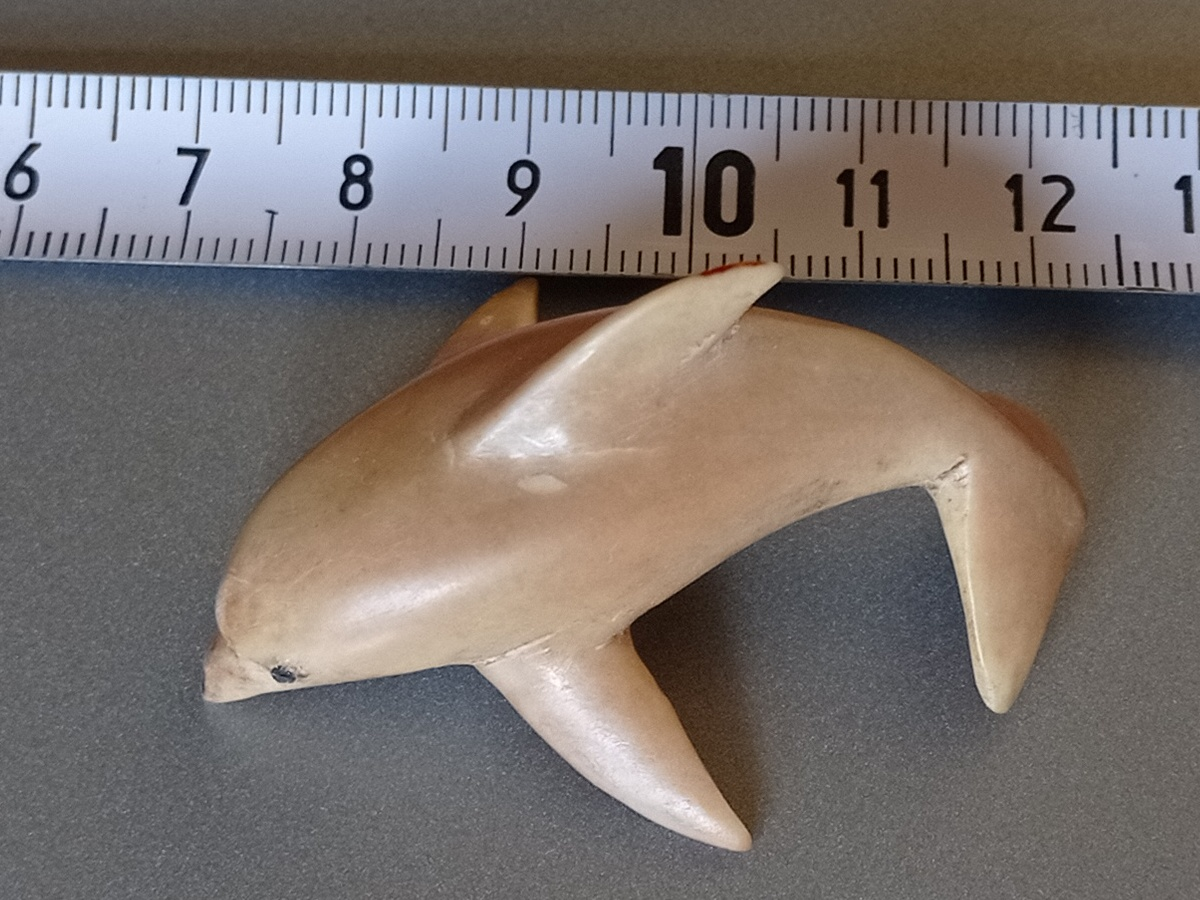
Dauphin sculpté dans une noix d'ivoire du palmier Metroxylon warburgii (Îles Salomon)

Aux Îles Salomon ce sont les fruits de Metroxylon warburgii qui sont utilisés pour réaliser de petites sculptures.

## Histoire

### Découverte et succès commercial
En 1798, les Espagnols Hipólito Ruiz López et José Antonio Pavón, revenant d'explorer la jungle péruvienne du haut Amazone, sont les premiers à décrire le palmier que les Indiens quechuas utilisent pour façonner des bijoux et divers objets. Par la suite, on découvrira dans le nord-ouest de l'Amérique du Sud, entre le Panama et la Bolivie, huit espèces de ces Phytelephas ou « éléphants végétaux ».
Un jour de 1865, un bateau à vapeur quitte le port d'Esmeraldas à destination de Hambourg. Presque vide, il accepte de prendre à bord une cargaison de tagua. Les Allemands découvrent l'ivoire végétal et commencent à fabriquer des boutons et de petits objets d'ornement.
Le commerce prend son essor et la tagua est embarquée depuis les ports de Guayaquil et d'Esmeraldas vers l'Allemagne, l'Italie, la Grande-Bretagne, la Tchécoslovaquie et la France ; puis plus tard vers l'Argentine et les États-Unis. En 1913, l'Équateur et la Colombie en exportaient 42 000 tonnes (environ 30 000 t. pour l’Équateur et 12 000 t. pour la Colombie).
En Europe, l’origine de la tagua est d'abord un secret que les importateurs allemands ne tiennent pas à divulguer afin de protéger leur revenu, ceci d'autant plus que, la navigation faisant escale en Afrique, il était admis que
la tagua en était originaire. Ce n'est qu’à l’ouverture du canal de Panama en 1914, qui augmenta le flux de bateaux dans la région, que des commerçants italiens découvrirent que la tagua des hambourgeois provenait de l’Équateur.

### Son déclin
Bien que l'armée américaine ait décidé de s'équiper de boutons en ivoire végétal[réf. nécessaire], la Seconde Guerre mondiale porte un coup fatal à ce commerce. La concurrence du plastique fait ensuite tomber la tagua en désuétude. Et ce d'autant plus que l'ivoire végétal supporte mal l'immersion dans l'eau qui le ramollit (à fortiori si elle est chaude) et donc les boutons fait avec devaient être enlevés avant le lavage et recousus après.
En 1952, l'Équateur ne vendait plus que 6 000 tonnes, soit cinq fois moins qu'en 1913.Il faut dire que la récolte de l'ivoire végétal n'est pas facile. Les tagueros qui le récoltent doivent vivre dans la jungle humide pendant quatre mois et transporter les lourds fruits à travers la végétation inextricable jusqu'aux embarcations qui amèneront la récolte à la ville. Le déclin du caoutchouc naturel dans les années 1950 n'arrange pas la situation, les deux produits étant traditionnellement commercialisés ensemble pour réduire les coûts de transport autrement trop élevés.

### Reprise

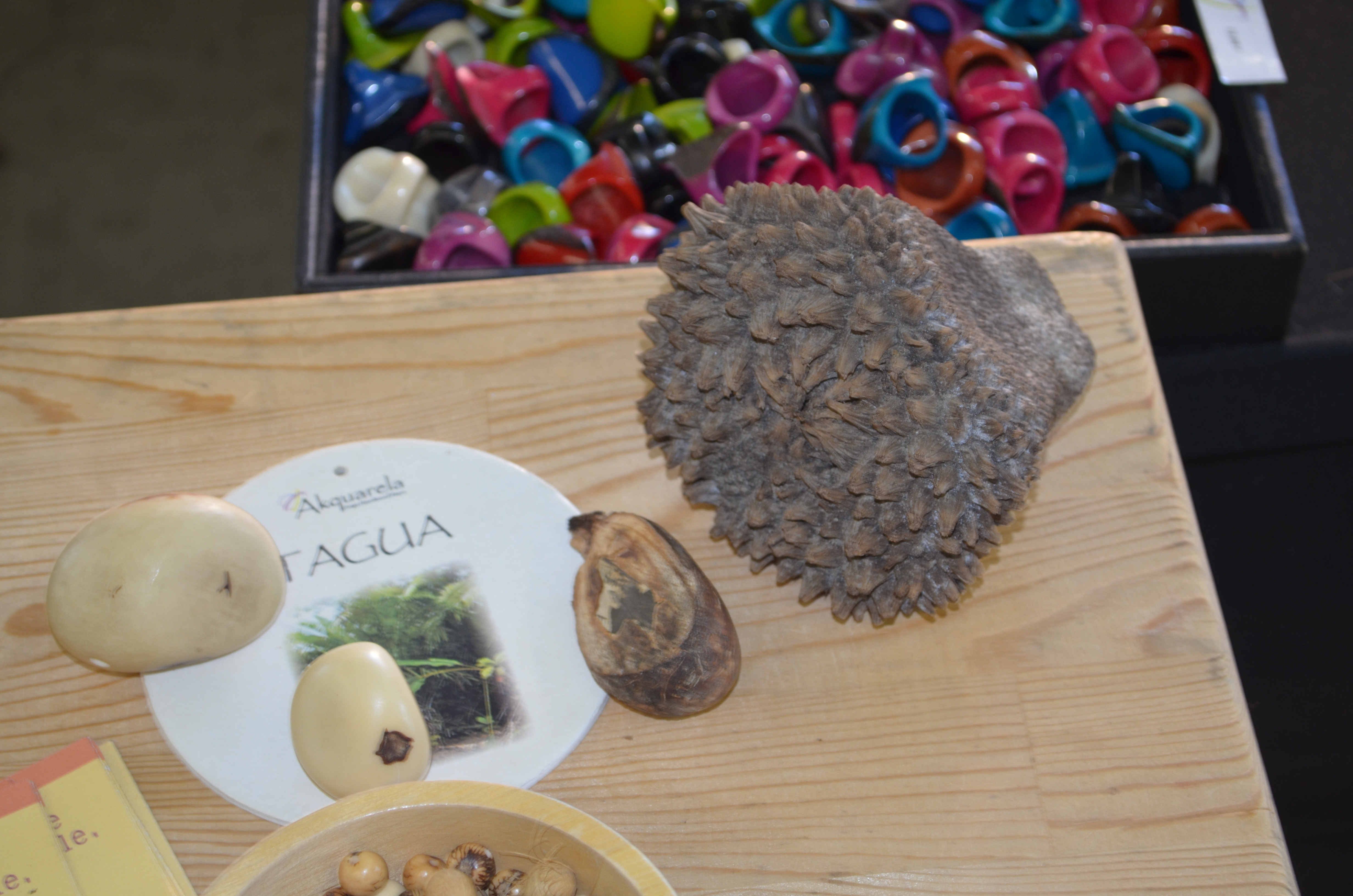
Fruits et bijoux présentés lors d'un salon bio à Charleroi.

Il faudra attendre les retombées concrètes des changements climatiques constatés dès la fin du XXe siècle et la recherche de matières premières durablement exploitables, pour que reprenne un certain engouement pour la tagua. Même si cet ivoire est un matériau dont la production est limitée en volume, il n'en reste pas moins une solide alternative dans certains domaines (touches de piano, boutons de veste, bijoux et coutellerie).
Les tentatives d'acclimatation de la plante en zones tempérées donnent de piètres résultats. On ne trouve en Europe que des noix de la taille d'un œuf environ.
En 1968, quelques fabricants italiens retournent en Équateur pour réactiver le commerce de la tagua et en faire une source de développement de commerce équitable.
En 1990, à l'initiative de Conservation International, une ONG cherchant à protéger les points chauds de biodiversité, le programme Tagua Initiative est lancé afin de lier les producteurs de tagua de la forêt tropicale humide avec les marchés internationaux.